# 6266 Letzel
6266 Letzel è un asteroide della fascia principale. Scoperto nel 1986, presenta un'orbita caratterizzata da un semiasse maggiore pari a 2,2721575 UA e da un'eccentricità di 0,1819853, inclinata di 5,17039° rispetto all'eclittica.